# لیو شیائوبو
لیو شیائوبو (به چینی: 劉曉波)؛ (۲۸ دسامبر ۱۹۵۵ – ۱۳ ژوئیه ۲۰۱۷) منتقد، نویسنده، فعال حقوق بشر، زندانی سیاسی و برنده جایزه صلح نوبل اهل چین بود که برای اصلاحات سیاسی و پایان حاکمیت حزب کمونیست چین تلاش می‌کرد.

## زندگی و تحصیلات
لیو شیائوبو سال ۱۹۵۵ در شهر چانگچون واقع در شمال شرق چین متولد شد. سال ۱۹۸۸ مدرک دکترای خود را در رشته ادبیات از دانشگاه نرمال پکن دریافت کرد و پس از آن در دانشگاه کلمبیا در نیویورک به عنوان پژوهشگر مشغول به کار شد. شیائوبو با وقوع جنبش دموکراسی خواهی میدان تیان آن من به پکن بازگشت و همراه سه رهبر دیگر این جنبش یک اعتصاب غذای گروهی را در این میدان رهبری کرد.

## فعالیت‌ها
لیو شیائوبو یکی از سرشناس‌ترین مخالفان دولت چین بود و در سازماندهی تظاهرات بزرگ هواداران دموکراسی در میدان تیان آنمن پکن، در سال ۱۹۸۹ که به کشتار میدان تیانانمن انجامید، نقشی اساسی داشت.
وی از جمله تدوین کنندگان «منشور ۰۸» بود. بیانیه‌ای که خواستار اصلاحات گسترده و برقراری دموکراسی و حکومت چند حزبی در چین می‌شد و در سال ۲۰۰۸ به امضای ۳۰۰ تن از روشنفکران این کشور رسید. همین فعالیت وی آخرین دوره زندان وی را در پی داشت.

## زندان
شیائوبو در سال ۱۹۸۹ به خاطر فعالیت‌های میدان تیان آنمن به ۲۱ ماه زندان محکوم شد. دیگر بار در سال ۱۹۹۶ به مدت ۳ سال به اردوگاه کار اجباری فرستاده شد. وی در نهایت در دسامبر ۲۰۰۹ به خاطر نقشی که در تدوین منشور آزادی‌های سیاسی، داشت به اتهام تلاش برای تضعیف و براندازی دولت چین بازداشت و به ۱۱ سال زندان محکوم شد.
لیو شیائوبو همواره بر بی‌گناهی خودش تأکید داشت اما می‌گفت از کسانی که سالها او را به زندان انداختند گله‌ای ندارد.

## جایزه صلح نوبل
لیو شیائوبو در ۸ اکتبر ۲۰۱۰ در حالی که در زندان به سر می‌برد، به دلیل مبارزه طولانی و غیر خشونت‌آمیز و به خاطر تلاش‌هایش در جهت ایجاد اصلاحات سیاسی مسالمت‌آمیز در چین برنده جایزه صلح نوبل شد. در پی این انتخاب دولت چین از کمیته انتخابی به شدت انتقاد کرد و این عمل را یک «تئاتر سیاسی» نامید و آن را «وقیحانه» توصیف کرد. علاوه بر چین، ۱۸ کشور دنیا نیز مراسم سال ۲۰۱۰ را تحریم کردند و در آن حضور نداشتند.
کمیته نوبل گفت که شیائوبو «مهمترین نماد» مبارزه در راه احیای حقوق بشر در چین است.
مقامات چینی به شیائوبو اجازه ندادند که در مراسم دریافت جایزه صلح نوبل در ۲۰۱۰ شرکت کند. در عوض مسئولان برگزاری مراسم یک صندلی خالی به جای او گذاشتند.
لیو شیائوبو این جایزه را به «شهدای» درگیری‌های میدان تیان آنمن در سال ۱۹۸۹ اهدا کرد.

## انتقال به بیمارستان
شیائوبو از سال ۲۰۰۹ حدود هشت سال زندانی بود و باید سه سال دیگر در حبس می‌ماند، اما بنا به دلایل پزشکی و به سبب ابتلا به بیماری سرطان پیشرفته غیرقابل درمان، در ۲۶ ژوئن ۲۰۱۷ موقتاً از زندان آزاد و به بیمارستان منتقل شد.
خانوادهٔ لیو درخواست کرده بودند تا برای درمان در یک کشور غربی به وی اجازهٔ خروج از کشور داده شود. آمریکا و آلمان نیز برای پذیرفتن و درمان او ابراز آمادگی کرده و از دولت چین خواستار اجازه خروج لیو شده بودند ولی چین این درخواست‌ها را رد کرد و. سخنگوی وزارت کشور این کشور در آخرین موضعگیری در روز ۱۲ ژوئیه این تقاضاها را دخالت در امور داخلی کشور خود دانست.

## درگذشت
او چند روز پس از آزادی در ۱۳ ژوئیه ۲۰۱۷ به علت ابتلا به سرطان کبد در بیمارستانی در شن‌یانگ در ۶۱ سالگی درگذشت.

### واکنش‌ها به درگذشت
در پی درگذشت لیو شیائوبو، نهادهای مدافع حقوق و آزادی بشر و رهبران و سیاستمداران کشورهای مختلف دولت چین را به خاطر نحوه رفتار با او مورد سرزنش قرار دادند و به خصوص خودداری دولت چین را به خاطر خودداری از اجازه به لیو برای سفر درمانی به خارج مسئول دانستند. کمیته صلح نوبل و مقامات و دولت‌ها در چند کشور غربی از جمله فرانسه، بریتانیا، آلمان و آمریکا در میان کسانی بودند که نسبت به مرگ این فعال حقوق بشر واکنش نشان دادند.
- بریت رایس اندرسن رئیس کمیته نروژی نوبل، دولت چین را مسئول مرگ شیائوبو خواند و گفت: «ما از این حقیقت ناامید کننده آگاه شدیم که لیو شیائوبو را به تأسیسات مجهز منتقل نکردند تا بتواند درمان مناسب و کافی را پیش از رسیدن به این مرحله دریافت کند.»[۶][۲۴]
- رکس تیلرسون، وزیر خارجه آمریکا، روز پنجشنبه ۱۳ ژوئیه ضمن ادای تسلیت به خانواده لیو، از دولت چین خواست تا لیو شیا، همسر شیائوبو را که از سال ۲۰۱۰ در حبس خانگی به‌سر می‌برد[۶] آزاد کرده و به او اجازه خروج از کشور بدهند. تیلرسون در بیانیه منتشر شده گفت «از دولت چین می‌خواهم تا لیو شیا را از حبس خانگی آزاد کرده و همان‌طور که مطابق میلش است به او اجازه دهند چین را ترک کند.»[۲۴]
- سخنگوی وزارت خارجه چین، در بیانیه‌ای واکنش شخصیت‌های سیاسی و نهادهای مدافع حقوق بشر در جهان نسبت به خبر درگذشت لیو شیائوبو، فعال حقوق بشر چینی را مورد انتقاد قرار داد و گفت: «چگونگی رسیدگی به موضوع لیو شیائوبو به امور داخلی چین ارتباط دارد و کشورهای خارجی در مقامی نیستند که بخواهند درباره آن اظهار نظر بی‌مورد کنند.»[۲۳]

پس از درگذشت لیو شیائوبو، نگرانی‌ها متوجه همسر شاعرش شد که از سال ۲۰۱۰ بدون هیچ اتهامی در حبس خانگی است و گفته می‌شود به دلیل سالها حبس خانگی و زیر نظر بودن دائم، دچار افسردگی شده و وضعیت روحی مناسبی ندارد. کمیته نروژی نوبل در بیانیه خود از وضعیت خانم اظهار نگرانی کرد و از دولت چین خواست هر چه سریعتر محدودیت‌های او را لغو کند و اگر او می‌خواهد چین را ترک کند مانعش نشود.